# Apache (Editorial Maga)
Apache fue un cuaderno de aventuras, obra del guionista Pedro Quesada y de los dibujantes Luis Bermejo y Claudio Tinoco, publicado por la valenciana Editorial Maga en dos series sucesivas:

## Primera serie: 1958
El primer número de "Apache" venía de regalo con el número 67 de El Pequeño Pantera Negra, siendo ésta la primera vez que la Editorial Maga ponía en marcha tal estrategia comercial. Con su título, pretendía aprovechar también la popularidad lograda por la película homónima de Robert Aldrich. Su argumento, que remite a El Guerrero del Antifaz, presenta la venganza de un niño raptado por los apaches contra su padre adoptivo. Alcanzó los 56 números.

## Segunda serie: 1959
En 1959, Maga lanzó una segunda serie de "Apache", acompañada de un sobre sorpresa que contenía Los primeros números de "Huracán" y "Muchachas".
Esta continuación de "Apache" contaba con el mismo guionista y dibujos de Claudio Tinoco, alcanzando los 76 números. Tuvo sendos almanaques en 1960 y 1961; este último compartido con Don Z y dibujado por Francisco Jesús Serrano.

## Influencia
En 1962, Maga editó otra serie progresivamente inspirada en ella, Flecha Roja, que también alcanzó el éxito.

## Valoración
El crítico Jesús Cuadrado ha destacado el guion trepidante y rítmico de Apache, mientras que Pedro Porcel Torrens ha indicado que muestra el paso desde los héroes atormentados, que habían sido los favoritos de autores y público durante la posguerra, a los aventureros puros. Es el dibujo de Luis Bermejo, de una modernidad inédita en la época, lo que la convierte en una obra cumbre del tebeo clásico español.